# 버스 드라이버 (비디오 게임)
버스 드라이버(Bus Driver)는 SCS 소프트웨어가 개발한 버스 운전 시뮬레이터 게임이다. 이 게임은 디지털 방식으로 2007년 3월 22일 마이크로소프트 윈도우용으로, 2011년 6월 8일 OS X용으로 출시되었다. iOS 이식판인 버스 드라이버 - 포켓 에디션(Bus Driver – Pocket Edition)은 앱 스토어에 2014년 2월 27일 Meridian4에 의해 출시되었다.